# شپشک‌های سپردار
شپشک‌های سپردار (نام علمی: Diaspididae) نام یک تیره از بالاخانواده شپشک است.